# The Man from Utopia
Albums de Frank Zappa
Ship Arriving Too Late to Save a Drowning Witch
(1982) Baby Snakes
(1983)
The Man from Utopia est un album de musique de Frank Zappa sorti le 28 mars 1983.

## Historique
Dangerous Kitchen est une sorte de récitation atonale sur les dangers domestiques. We Are Not Alone plus classique. Cocaine Decisions permet à Zappa une petite attaque bien en règle contre les drogues et principalement celle mentionnée dans le titre. La pochette de cet album a été dessinée par Tanino Liberatore

## Titres (édition vinyle)
Tous les titres sont de Frank Zappa, sauf mention contraire.
1. Cocaine Decisions – 2 min 56 s
2. The Dangerous Kitchen – 2 min 51 s
3. Tink Walks Amok – 3 min 40 s
4. The Radio Is Broken – 5 min 52 s
5. Mōggio – 3 min 05 s
6. The Man from Utopia Meets Mary Lou – 3 min 19 s 
  - Mélange entre The Man from Utopia (Donald and Doris Woods) et Mary Lou (Obie Jessie)
7. Stick Together – 3 min 50 s
8. Sex – 3 min 00 s
9. The Jazz Discharge Party Hats – 4 min 30 s
10. We Are Not Alone – 3 min 31 s

## Titres (édition CD)
1. Cocaine Decision - 3 min 54 s
2. Sex - 3 min 43 s
3. Tink Walks Amok - 3 min 38 s
4. The Radio is Broken - 5 min 51 s
5. We Are Not Alone - 3 min 18 s
6. The Dangerous Kitchen - 2 min 51 s
7. The Man From Utopia Meets Mary Lou - 3 min 22 s
8. Stick Together - 3 min 13 s
9. The Jazz Discharge Party Hats - 4 min 28 s
10. Luigi & The Wise Guys - 3 min 24 s
11. Mōggio - 2 min 36 s

## Musiciens
- Frank Zappa – guitare, chant, batterie
- Steve Vai – guitares
- Ray White – guitare, chant
- Roy Estrada – chant
- Bob Harris – soprano
- Ike Willis – chant
- Bobby Martin – synthétiseur, saxophone, chant
- Tommy Mars – synthétiseur,
- Arthur Barrow – synthétiseur, basse, guitare rythmique
- Ed Mann – percussions
- Scott Thunes – basse
- Chad Wackerman – batterie
- Vinnie Colaiuta – batterie (uniquement sur la version vinyle de The Dangerous Kitchen et The Jazz Discharge Party Hats, absent sur le compact disc)
- Craig "Twister" Steward – harmonica
- Dick Fegy – mandoline
- Marty Krystall – saxophone

## Production
- Production : Frank Zappa
- Ingénierie : Bob Stone, Mark Pinske, Dave Jerdan
- Direction musicale : Frank Zappa
- Conception pochette : John Vince
- Illustrations : Tanino Liberatore